# Lucova
Lucova (mađarski: Lakháza, prekomurski: Lücova), naselje u slovenskoj Općini Gornjim Petrovcima. Lucova se nalazi u pokrajini Prekomurju i statističkoj regiji Pomurju. 

## Stanovništvo
Prema popisu stanovništva iz 2002. godine naselje je imalo 141 stanovnika.